# Antonov An-325
Antonov An-325 měl být zvětšenou a vylepšenou verzí letounu Antonov An-225, ovšem na rozdíl od svého předchůdce nebyl nikdy postaven.

## Projekt
Toto letadlo by mělo mít dva další motory, které by měly být namontovány v podobném provedení jako americký Boeing B-47 srovnatelným způsobem s příslušnými vnitřními suspenzemi motoru. Bylo by to osmimotorové proudové letadlo se šesti motorovými gondolami. Letadlo, které se nikdy nedostalo mimo plánovací fázi, bylo zamýšleno jako odrazová plocha pro ruské a zahraniční kosmické lodě. Stalo by se zdaleka největším a nejvýkonnějším letadlem na světě.